# PM md. 63突擊步槍
1963年型7.62毫米衝鋒槍是一款由羅馬尼亞仿制的AKM。曾為羅馬尼亞軍隊的制式步槍，亦有出口到多個國家。其出口型一般都會被簡稱為：AIM及AIMS。
其中md. 63（AIM）是仿制自AKM，而md .65（AIMS），則是仿制自AKMS。

## 歷史
在1960年代初年，羅馬尼亞軍隊主要是裝備PPSh-41衝鋒槍、Orita M1941衝鋒槍和進口自蘇聯的AK。後來，蘇聯下令華沙條約各國必需研製一款7.62毫米口徑的突擊步槍，並可選擇具AK步槍的風格。不久，羅馬尼亞的國營兵工廠研製了一款護木上具前握把的AKM仿製型，該槍被命名為1963年型衝鋒槍（Pistol Mitralieră model 1963），而具摺疊式槍托的型號則被稱為1965年型衝鋒槍（Pistol Mitralieră model 1965）。

## 設計
md. 63的特色是其護木上有一個前翹的小型前握把，可方便射手用以控制槍支並減少後座力。而md. 65由於採用下翻式折疊槍托，因此前握把改為向後翹。後來羅馬尼亞又生產了一種類似於東德MPi-KMS（東德彷製的AKMS）的右側折疊式槍托。md. 63還有一種縮短型號，名為md. 80，該型號取消了護木下方的前握把，不過其下護木仍能跟原槍通用。另外此槍的衍生型還包括稱為md .64的RPK仿製型。

## 衍生型

### 民用型
SAR系列為半自動的民用型AK步槍，SAR的意思為半自動步槍（Semi-Automatic Rifle）的英語縮寫。其中SAR-1相等於半自動的AKM；其他民用版羅馬尼亞7.62 毫米AK步槍還有WASR 10、Romak 991、Romak 1，和WUM 1等等。

### PM md. 80
md. 80也被稱為「AIMR」，是一款短管的AK步槍，此槍通常使用20發彈匣供彈。

### PM md. 90
md. 90是PA md. 86突擊步槍的7.62毫米版本，其內部結構與md. 63完全相同，但它採用了來自md. 86的鋼絲折疊式槍托，並具備傾斜式的補償裝置。另外此槍還有一種專為載具人員和特種部隊而特別設計的短管卡賓槍型（類似AKMSU）。

### 7.62毫米RPK
md. 63亦有RPK的仿製型，此槍被稱為md. 64，其內部結構與蘇聯原產的RPK基本相同。

## 使用國
跟AKM一樣，羅馬尼亞AK步槍也廣泛地出口，並被多個國家的軍隊和警察所使用，也有相當的一部份落入非正規武裝和恐怖組織手上。

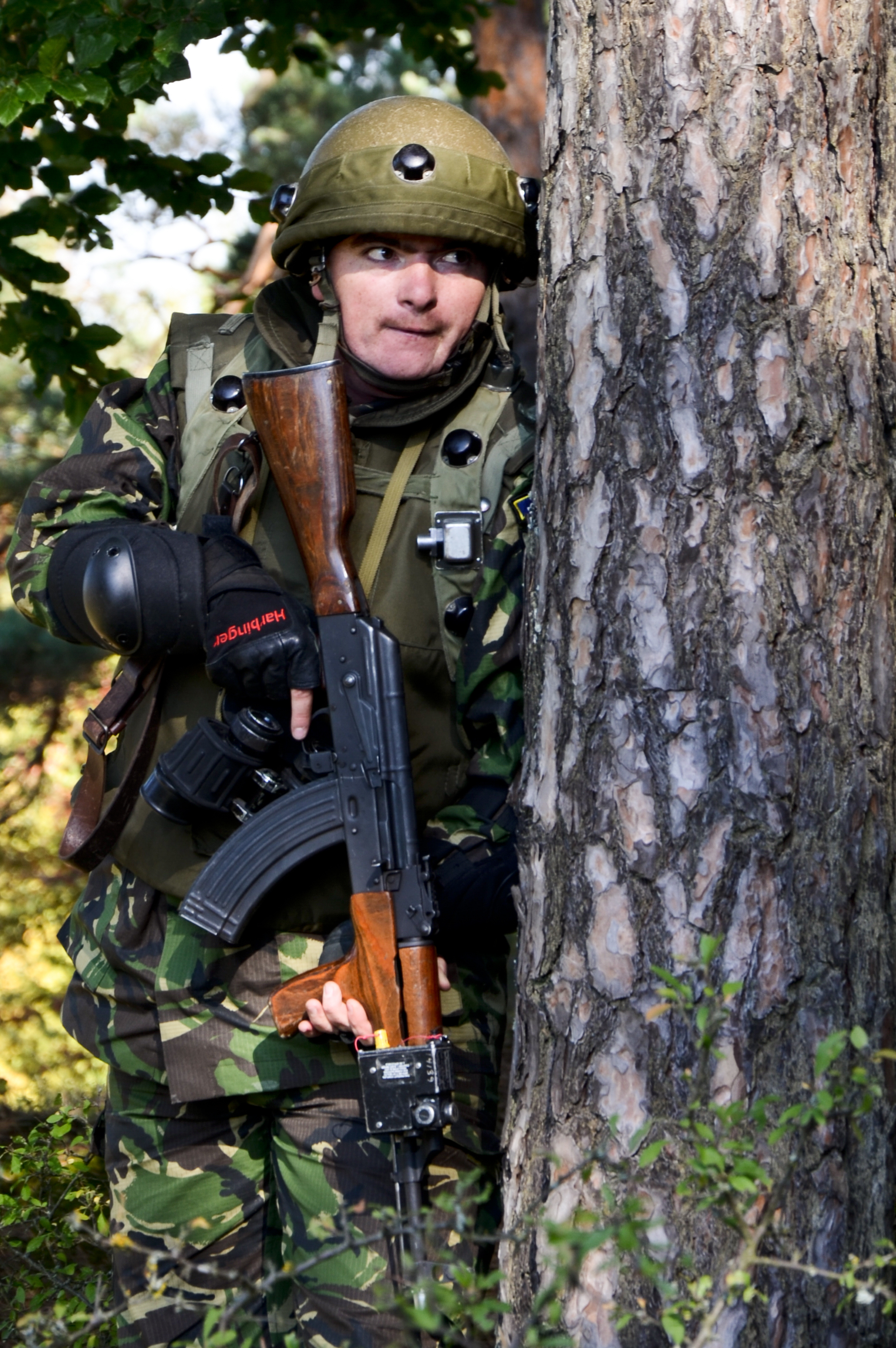
羅馬尼亞軍士兵使用md. 63

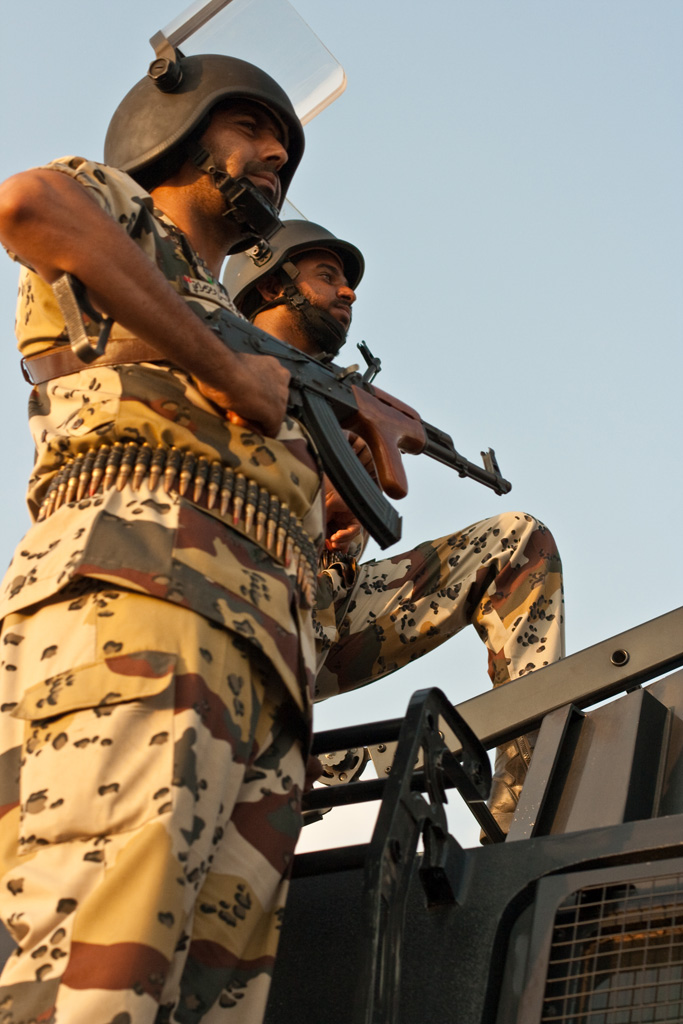
手持md. 65的沙特阿拉伯士兵

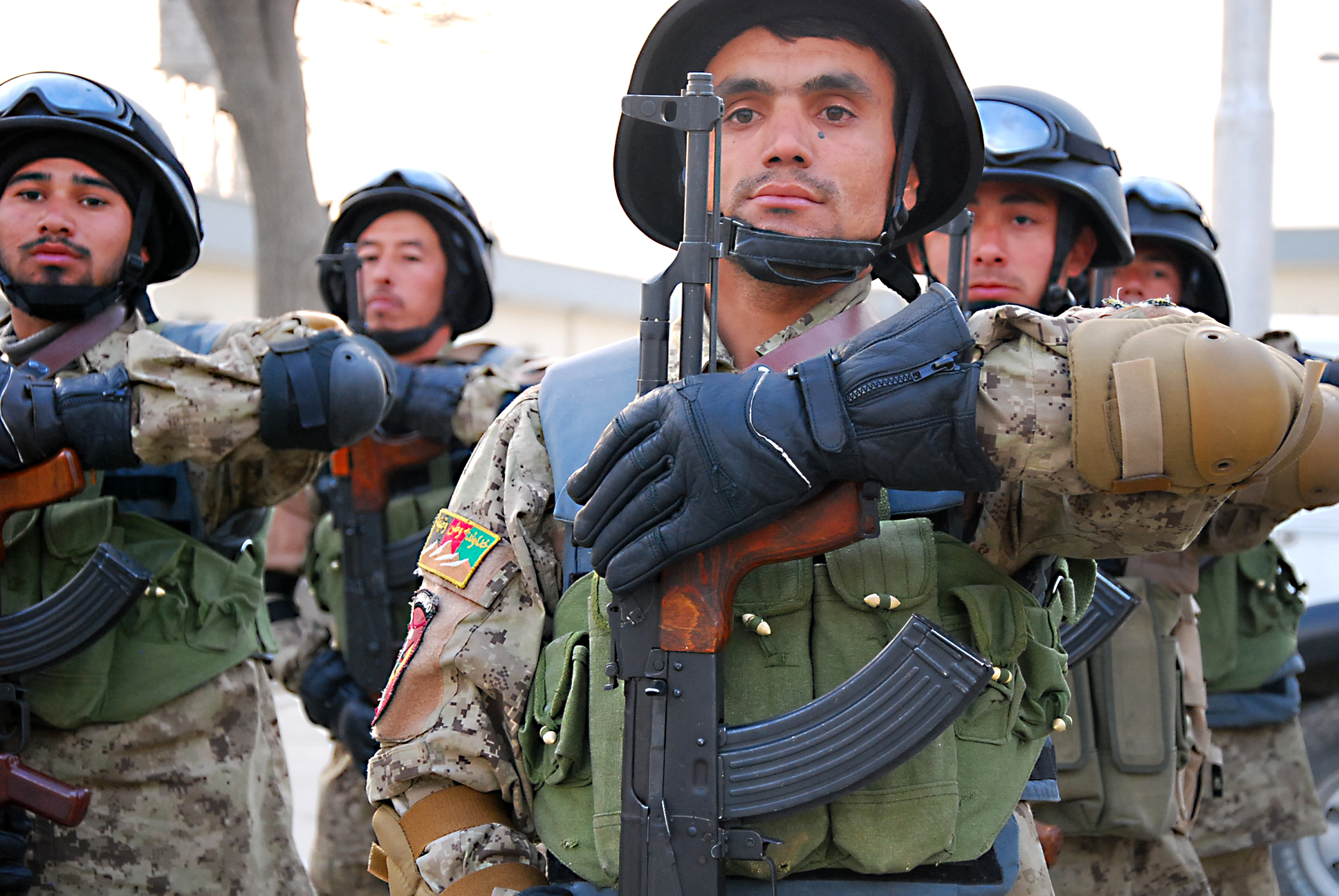
阿富汗警察也是羅馬尼亞AKM的用戶

- 阿富汗伊斯兰共和国
  - 阿富汗國民軍
- 安哥拉
- [2]
- 刚果民主共和国
- 埃及
- 爱沙尼亚：用來填補前蘇聯AK步槍的空缺。
  - 愛沙尼亞國防軍（目前已退役）
- ：用來填補前蘇聯AK步槍的空缺。[3]
  - 喬治亞武裝部隊
- 印度
  - 警察單位
- 伊朗
  - 伊朗伊斯蘭革命衛隊
- 伊拉克
  - 伊拉克軍隊
  - 伊拉克警察（英语：Iraqi Police）
- 约旦
- 拉脫維亞：用來填補前蘇聯AK步槍的空缺。
  - 拉脫維亞國家武裝部隊（目前已退役）
- 黎巴嫩
- 利比里亚
- 利比亞
- 摩尔多瓦：用來填補前蘇聯AK步槍的空缺。
- 摩洛哥
- 莫桑比克
- 尼加拉瓜
- 巴勒斯坦民族權力機構
- 羅馬尼亞
  - 羅馬尼亞武裝部隊（逐步淘汰中）
- 卢旺达
- 沙烏地阿拉伯
  - 沙特皇家武裝部隊
- 叙利亚
- ：用來填補前蘇聯AK步槍的空缺。
  - 塔吉克武裝部隊
- 多哥
- 乌克兰：俄羅斯入侵烏克蘭期間獲羅馬尼亞軍援PM md. 90。
  - 烏克蘭武裝部隊
- 英国
  - 英國特種部隊（用於訓練）
- 越南：越戰期間由羅馬尼亞軍援。
  - 越南人民軍
- 葉門

### 非國家組織
- 伊拉克和沙姆伊斯蘭國

## 圖片集

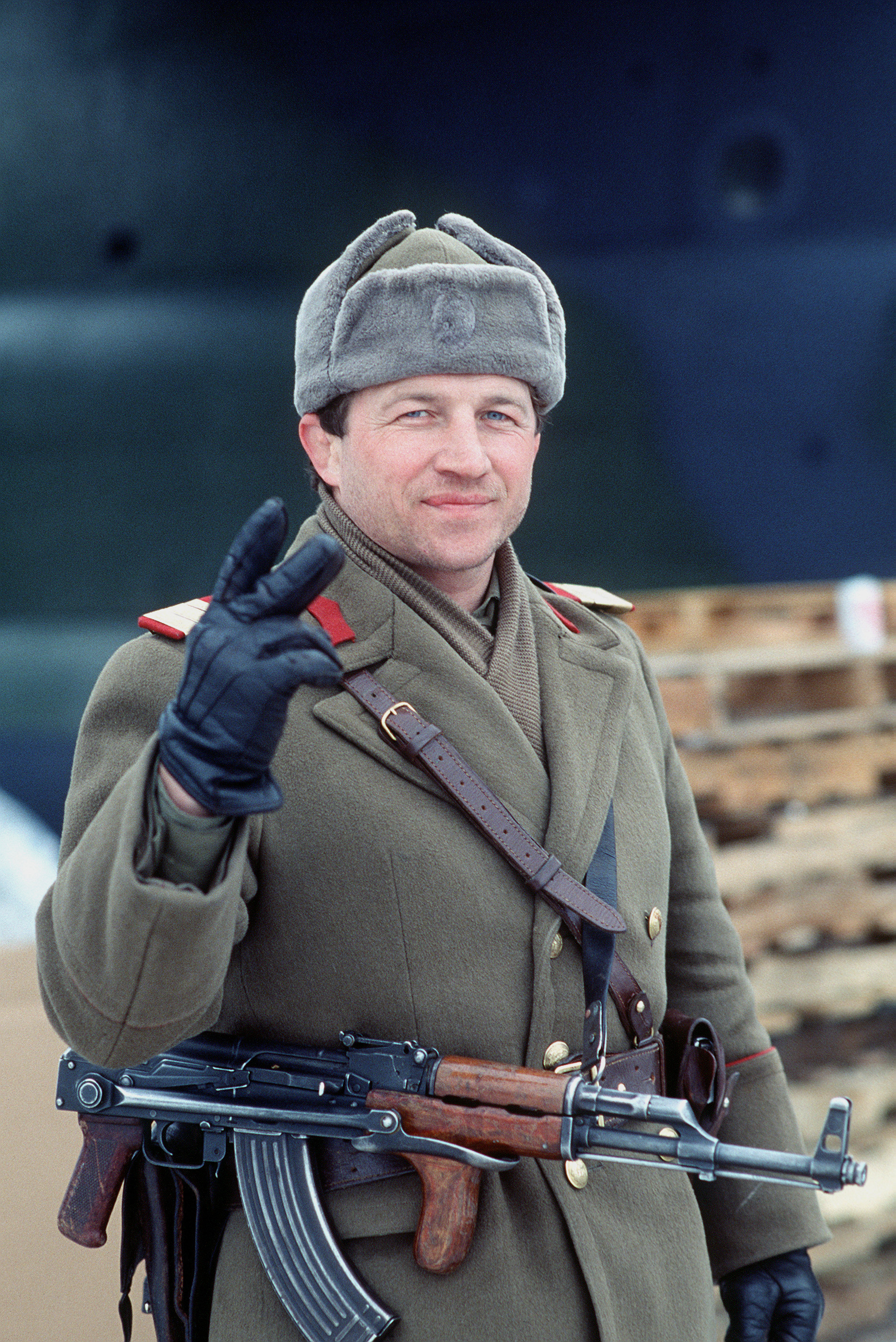
一名羅馬尼亞士兵與他的md. 65
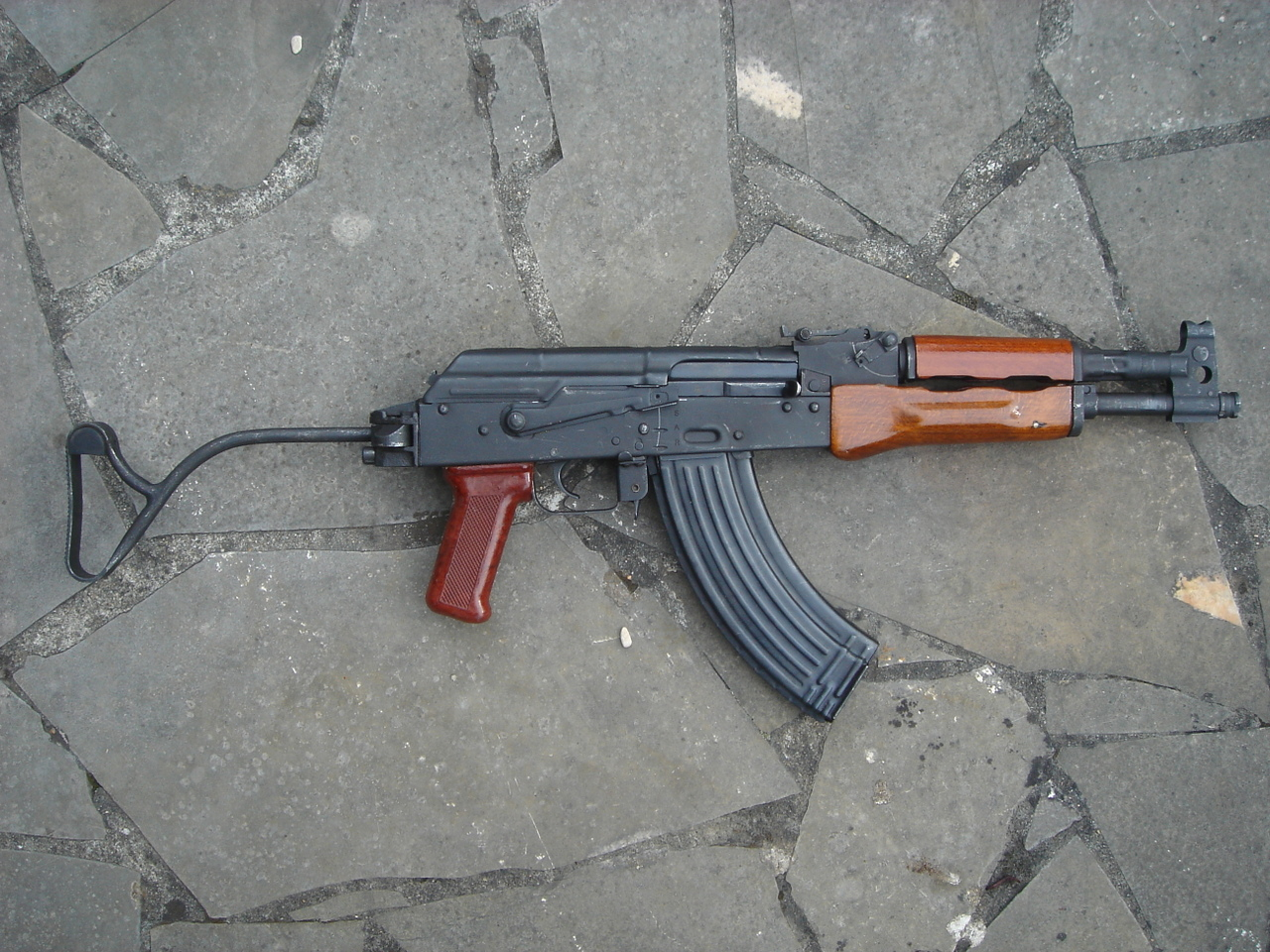
md. 90卡賓槍